# Addax
Addax é um gênero de mamíferos bovídeos, da subfamília Antilopinae. Faz parte da tribo Hippotragini, junto com os gêneros Hippotragus e Oryx. Sua única espécie é o adax (Addax nasomaculatus).